# Doliops kivlenieceae
Doliops kivlenieceae es una especie de escarabajo del género Doliops, familia Cerambycidae. Fue descrita científicamente por Barševskis en 2014.
Habita en Filipinas. Los machos y las hembras miden aproximadamente 14,1 mm. El período de vuelo de esta especie ocurre en el mes de marzo.